# Xotxotjá las Canchas
Xotxotjá las Canchas är en ort i Mexiko.   Den ligger i kommunen Chilón och delstaten Chiapas, i den sydöstra delen av landet, 800 km öster om huvudstaden Mexico City. Xotxotjá las Canchas ligger 1 025 meter över havet och antalet invånare är 399.
Terrängen runt Xotxotjá las Canchas är huvudsakligen kuperad, men österut är den bergig. Runt Xotxotjá las Canchas är det glesbefolkat, med 16 invånare per kvadratkilometer. Närmaste större samhälle är Ocosingo, 11,2 km söder om Xotxotjá las Canchas. I omgivningarna runt Xotxotjá las Canchas växer i huvudsak städsegrön lövskog.